# Massicelle
Massicelle is een plaats (frazione) in de Italiaanse gemeente Montano Antilia.